# Stomaž, Ajdovščina
Stomaž (Štomaž) je razloženo naselje na grebenu pod Čavnom, z lepim razgledom po Vipavski dolini in na Kras. Najviše ležeča hišna številka v Stomažu je 87 in pripada planinski koči Antona Bavčarja na Čavnu.
Ime Stomaž izvira iz Šent Tomaž (Sveti Tomaž), prvotno ime vasi je Štomaž.
Začetki vasi segajo v 16. stol. V vasi stoji cerkev posvečena Svetemu Tomažu.
Vas je sestavljena iz šestih zaselkov: Bratini, Batagelji, Černigoji, Griže, Ljubljanšca, Brith in Hrib.
Stomaž je zelo priljubljeno izhodišče za planinske pohode proti Čavnu (1185 m).
Na strmih pobočjih okoli vasi je nekaj travnikov.
Vaški vodovod so si vaščani napeljali sami od izvira potoka Studenca.
V vasi deluje Kulturno turistično športno društvo Stomaž 87, ki si je ime nadelo po najviše ležeči krajevni hišni številki, to je Koča Antona Bavčerja na Čavnu. Društvo lepo skrbi za družabne dogodke v vasi ter se trudi za ohranjanje tradicije. V društvu deluje tudi pevska skupina domačih deklet - Stomažanke. Med najbolj znanimi dogodki je pohod Foučkarji na Čavnu, kamor so povabljeni vsi krajani – Stomažanov se je namreč zaradi pretiranega fantovskega adrenalina med ljudstvom prijelo ime Foučkarji.
VIR: Občina Ajdovščina

## Prebivalstvo
Število prebivalcev: 293 (vir: CRP julij 2019).